# Городской университет Гонконга
Городской университет Гонконга (香港城市大學, City University of Hong Kong, также известен как CityU) — общественный исследовательский университет, расположенный в Гонконге, в районе Коулун-Тхон. Предлагает более 50 программ для получения степени бакалавра, а также последипломные программы в школе Chow Yei Ching School of Graduate Studies. Среди известных выпускников университета — певица Сита Чань, певец Чэт Лам и актёр Эдвин Сиу. 

## История
Планы по учреждению в Гонконге «второго политеха» появились ещё в 1970-х годах, сразу после открытия «первого политеха». Новое учебное заведение было основано в октябре 1984 года как Городской политехник Гонконга (City Polytechnic of Hong Kong) и размещалось в районе станции метро Вонкок. В нём обучалось 480 студентов стационара и 680 заочников. Почти сразу после основания школы началось строительство постоянного кампуса в соседнем районе Коулун-Тхон. Первая фаза нового кампуса официально была открыта британским губернатором Дэвидом Уилсоном в январе 1990 года (на тот момент она насчитывала 14 залов для лекций и 1,5 тыс. компьютеров). 
В 1986 году был основан студенческий союз Городского политехника, вошедший в состав Гонконгской федерации студентов. К 1991 году в школе обучалось более 8 тыс. студентов стационара и около 3 тыс. заочников. В 1993 году открылась вторая фаза нового кампуса. В 1994 году политехник был аккредитован как университет и соответственно поменял своё название.
Согласно различным рейтингам, Городской университет Гонконга входит в четвёрку ведущих университетов Гонконга и в двадцатку лучших университетов Азии.

## Структура
Городской университет Гонконга включает в свой состав четыре колледжа и шесть школ:
- Колледж бизнеса (департаменты бухгалтерии, экономики и финансов, информационных систем, менеджмента, маркетинга и управленческих наук)
- Колледж гуманитарных и общественных наук (департаменты прикладных общественных наук, азиатских и международных исследований, китайского языка и истории, английского языка, лингвистики и перевода, медиа и коммуникаций, общественной политики)
- Колледж науки и инженерии (департаменты архитектуры и гражданского строительства, строительной науки и технологий, биологии и химии, биомедицинских наук, компьютерных наук, электроники, математики, машиностроения и биоинженерии, физики и материаловедения, системного инжиниринга и технического управления)
- Общественный колледж Городского университета (департаменты прикладной науки и технологий, бизнеса, лингвистики и коммуникаций, общественных наук, центр международных языковых тестов)
- Школа креативных медиа
- Юридическая школа
- Школа энергетики и окружающей среды
- Школа ветеринарной медицины
- Школа аспирантов
- Школа профессионального и последипломного образования

Городской университет Гонконга имеет несколько сильных спортивных команд и часто лидирует в универсиадах города (особенно в лёгкой атлетике, бадминтоне, баскетболе, сквоше, тхэквондо, волейболе, плаванье, теннисе, гандболе).

## Кампус
Главный кампус, расположенный в районе Коулун-Тхон (округ Коулун-Сити), занимает площадь почти 16 гектаров. Основными корпусами являются Academic 1, Academic 2, Academic 3, Amenities Building, Mong Man-wai Building, Fong Yun-wah Building, Cheng Yick-chi Building, Academic Exchange Building, To Yuen Building, спортивный центр Hu Fa Kuang, комплексы для руководящего состава Nam Shan Yuen и Tak Chee Yuen, креативный медиа-центр имени Шао Ифу (Run Run Shaw Creative Media Centre) и студенческие общежития.
Комплекс Academic 1 был спроектирован британским архитектурным бюро Percy Thomas Partnership и закончен в 1993 году. В 2010 году открылся креативный медиа-центр, разработанный американским архитектором Даниэлем Либескиндом (в нём размещаются Школа креативных медиа, Центр медиа-технологий и департамент компьютерной инженерии и информационных технологий). 9-этажный комплекс Academic 2 был построен в 2011 году (объединяет лекционные залы, учебные классы, компьютерные комнаты, столовые и офисы). 12-этажный комплекс Academic 3, законченный в 2012 году, объединяет лекционные залы, учебные классы, научно-исследовательские лаборатории, столовые, офисы и сад на крыше.
Также на территории кампуса находятся 5-этажный спортивный центр Hu Fa Kuang, бассейн, несколько открытых спортивных площадок, центр компьютерных услуг, библиотека (основана в 1984 году, с 1989 года размещается в комплексе Academic 1), множество кафе и ресторанов. Вне кампуса расположен спортивный центр, которым совместно пользуются Городской университет Гонконга, Гонконгский политехнический университет и Гонконгский баптистский университет.

## Научные исследования
- Государственные ключевые лаборатории (лаборатории миллиметровых волн и морского загрязнения)
- Университетские исследовательские центры (центр прогнозирования и управления системой здравоохранения, центр математических наук, центр популярных кинофильмов)
- Исследовательские центры колледжей и школ (центр прикладных компьютеров и интерактивных медиа, центр хаоса и комплексных сетей, центр китайского и сравнительного права, центр коммуникационных исследований, центр функциональной фотоники, центр исследования Азии, центр исследования Юго-Восточной Азии, климатический центр Азиатско-Тихоокеанского региона, центр интеллектуального применения языковых исследований)
- Прикладные стратегические исследовательские центры (центр разработки и анализа электроники, центр энергетической электроники, центр инновационных интернет-приложений и мультимедийных технологий, центр морского и транспортного законодательства)

Отдельный прикладной научно-исследовательский центр Городского университета Гонконга расположен в Шэньчжэне (центр биотехнологий и здравоохранения, научно-исследовательский центр мангров, центр сетей будущего, центр информационных и коммуникационных технологий).

## Сотрудничество
В 2014 году состоялось подписание меморандума о взаимопонимании с Национальным исследовательским Томским государственным университетом, целью которого является научно-исследовательское сотрудничество.